# خوسيه باستور كاتالان
خوسيه باستور كاتالان (بالإسبانية: José Pastor Catalán)‏ (14 فبراير 1906 – غير معروف) هو ملاكم إسبانيا راحل، مثّل بلاده في الألعاب الأولمبية الصيفية 1924.

## روابط خارجية
خوسيه باستور كاتالان على موقع أوليمبيديا (الإنجليزية)